# Perrine Coste
Pour les articles homonymes, voir Coste.
Perrine Coste, née le 5 novembre 1983 à Roanne (Loire), est une basketteuse en fauteuil roulant française, évoluant actuellement au Club Handisport Forézien. Elle fait aussi partie de l'équipe de France de handibasket féminine et a représenté la France aux Jeux paralympiques de Rio en 2016.

## Carrière internationale
En tant que membre de l'équipe nationale de handibasket, Perrine Coste a participé aux compétitions suivantes :
- 2013 : Championnat d'Europe, 3e
- 2014 : Championnat du Monde, 8e
- 2015 : Championnat d'Europe, 4e
- 2016 : Jeux paralympiques d'été de 2016, 7e